# Associação Desportiva Futsal Tubaronense
A Associação Desportiva Futsal Tubaronense, de nome fantasia Tubarão Futsal, é um clube brasileiro de futsal da cidade de Tubarão, em Santa Catarina. Fundada em 9 de novembro de 2004, é a sucessora da Unisul na Liga Nacional.
As suas cores tradicionais são o azul e o branco. O local de mando dos jogos é a Arena Tubarão, com capacidade para 3 600 espectadores. Antes da nova arena, era usado o Ginásio Salgadão.

## Títulos
| ESTADUAIS      | ESTADUAIS                        | ESTADUAIS | ESTADUAIS  |
|                | Competição                       | Títulos   | Temporadas |
| -------------- | -------------------------------- | --------- | ---------- |
| Santa Catarina | Campeonato Catarinense de Futsal | 1         | 2018       |
| Santa Catarina | Recopa Catarinense de Futsal     | 1         | 2019       |

### Outras conquistas
- Jogos Abertos de Santa Catarina: 2018

### Campanhas de destaque
- Campeonato Catarinense de Futsal: vice-campeão em 2022
- Copa Sul de Futsal: vice-campeão em 2023
- Jogos Abertos de Santa Catarina: vice-campeão em 2024